# Емануил Попдимитров
Емануил Попдимитров (буг. Емануил Попдимитров Захариев; Грујинци, 4. новембар 1885 — Софија, 23. мај 1943) био је бугарски песник и писац.

## Биографија
Рођен је као шесто дете у породици свештеника Димитра Попзахаријева (буг. Димитър Попзахариев) и Кане Харизанове. Био је ђак у селу Извору, у Босилеграду и у педагошкој школи у Ћустендилу. Студирао је филозофију на Софијском универзитету до јануара 1907, затим у Београду и Монпелијеу. Радио је као учитељ у Доњој Лисини, Доњем Коритену (1905) и Казанлаку (1909).
Током 1913. године је радио као учитељ у Хаскову, а у периоду 1915-1918. године током Првог светског рата је радио као преводилац у армији.

## Књижевна дела
Збирку песама Сан љубави (Сънят на любовта) је издао 1912. године, а 1921. је издао збирке Слободни стихови (Свободни стихове), Стихови и песме (Стихове и песни) и роман Пред олујом (Пред буря), а 1935. је издао и збирку Јесењи пламенови (Есенни пламъци).
У делима Емануила Попдимитрова види се велики утицај симболизма.